# Mohwadiplosis orientalis
Mohwadiplosis orientalis är en tvåvingeart som beskrevs av Rao 1957. Mohwadiplosis orientalis ingår i släktet Mohwadiplosis och familjen gallmyggor. Inga underarter finns listade i Catalogue of Life.